# ヴィスコ
ヴィスコ（伊: Visco）は、イタリア共和国フリウリ＝ヴェネツィア・ジュリア州ウーディネ県にある、人口約800人の基礎自治体（コムーネ）。

## 地理

### 位置・広がり

#### 隣接コムーネ
隣接するコムーネは以下の通り。
- アイエッロ・デル・フリウーリ
- バニャーリア・アルサ
- パルマノーヴァ
- サン・ヴィート・アル・トッレ

### 気候分類・地震分類
ヴィスコにおけるイタリアの気候分類 (it) および度日は、zona E, 2278 GGである。
また、イタリアの地震リスク階級 (it) では、zona 3 (sismicità bassa) に分類される。